# Etta Cameron
Etta Cameron (* 21. November 1939 in Nassau auf den Bahamas; † 4. März 2010 in Aarhus, Dänemark) war eine dänische Jazz-, Gospel- und Blues-Sängerin.

## Leben und Wirken
Geboren auf den damals noch britischen Bahamas, zog sie im Alter von 9 Jahren mit ihrer Familie 1948 in die USA, wo sie als Kind im Gospelchor ihrer Methodistenkirche sang. 1967 wurde ihr während eines Gastspiels in London angeboten, einige Tage in Ost-Berlin zu arbeiten, woraus fünf Jahre wurden. Im Jahr 1969 war sie im DEFA-Film Mit mir nicht, Madam! als Sängerin zu sehen und trat 1970 im ebenfalls von der DEFA produzierten Film He, Du! mit dem Titel Jungle City, USA sowie im Film des Deutschen Fernsehfunks Ein Jahr voll Musik auf. 1972 zog sie nach Kopenhagen, von wo sie ab 1975 mit eigener Band tourte. Sie trat als Jazzsängerin u. a. mit der NDR Bigband, der Big Band von Radio Dänemark, Kurt Edelhagen, Clark Terry, Thad Jones, Ed Thigpen, Horace Parlan, Herb Geller, Frank Foster, Dusko Goykovich, Ben Webster, Palle Mikkelborg, Niels-Henning Ørsted Pedersen, Thilo Wolf, Poul Godske und Marilyn Mazur auf. Außerdem spielte sie in Musicals wie South Park mit, interpretierte Pop-Balladen und tourte ab 1982 mit ihrem eigenen Gospelchor Voices of Joy.
1976 hatte sie einen kleinen Hit in den bundesdeutschen Single-Charts: I’m a Woman aus der gleichnamigen LP erreichte Platz 42. Ebenfalls populär war die Single Wild Widow. Mit diesem Titel trat sie im selben Jahr in der 30. Folge der Fernsehsendung Musikladen von Radio Bremen auf. In jenen Jahren waren ihre Platten stark von Disco- und Soul geprägt.
Cameron unterrichtete seit 1986 an der Musikakademie im schwedischen Lund und ab 1987 am Rytmisk Musikkonservatorium in Kopenhagen, wo sie von 1995 an Professorin war. Ihre Tochter Debbie Cameron ist ebenfalls als Sängerin aktiv und vertrat Dänemark beim Eurovision Song Contest 1981.

## Preise und Auszeichnungen
Cameron erhielt viele Preise und Auszeichnungen: zuerst 1974 den Goldenen Löwen, zuletzt 1999 eine goldene und eine Platin-Schallplatte. 
1997 wurde sie als Ritterin des Dannebrog-Ordens geehrt.

## Diskographische Hinweise

### Alben
- 1975: Come Together with Etta
- 1976: I’m a Woman
- 1980: Mayday (mit Poul Godske und Lars Blach Swingtet; Aufnahme: live im Vognporten in Huset, Kopenhagen)
- 1987: My Gospel
- 1995: A Gospel Concert with Etta Cameron (Aufnahme: Sun Studio, Kopenhagen)
- 1996: Etta Cameron mit der NDR-Bigband (mit NDR Bigband)
- 2000: I Have a Dream
- 2003: Lady Be Good (Danish Radio Big Band und Etta Cameron feat. Toots Thielemans)
- 2005: A Bad Case of Jazz (Jens Søndergaard Quartet feat. Nikolaj Hess, Lennart Ginman, Carsten Dahl und Special Guest Etta Cameron)
- 2009: Etta (mit Nikolaj Hess)

### Singles
- 1973: If You Should Go
- 1974: Come Together All the People
- 1974: I Gotta Feeling
- 1974: Show Me a Man
- 1974: One, Two, Three, Four
- 1975: I’m a Woman
- 1976: Wild Widow
- 1976: To Die of Love
- 1977: You Gotta Move

## Filmografie
- 1969: Mit mir nicht, Madam!
- 1970: Ein Jahr voll Musik
- 1970: He, Du!
- 1987: The Time is now – Jetzt ist die Zeit